# کانگ لی-سئول
کانگ لی-سئول (انگلیسی: Kang Lee-seul؛ زادهٔ ۵ آوریل ۱۹۹۴) بازیکن بسکتبال زن اهل کره جنوبی است.
وی در مسابقات کشوری و بین‌المللی در مجموع برندهٔ ۱ مدال نقره، ۱ مدال برنز شده‌است.